# Orthotrichum trachymitrium
Orthotrichum trachymitrium är en bladmossart som beskrevs av Mitten 1869. Orthotrichum trachymitrium ingår i släktet hättemossor, och familjen Orthotrichaceae. Inga underarter finns listade i Catalogue of Life.